# Phoenicoprocta vacillans
Phoenicoprocta vacillans là một loài bướm đêm thuộc phân họ Arctiinae, họ Erebidae.